# Kuno Lauener

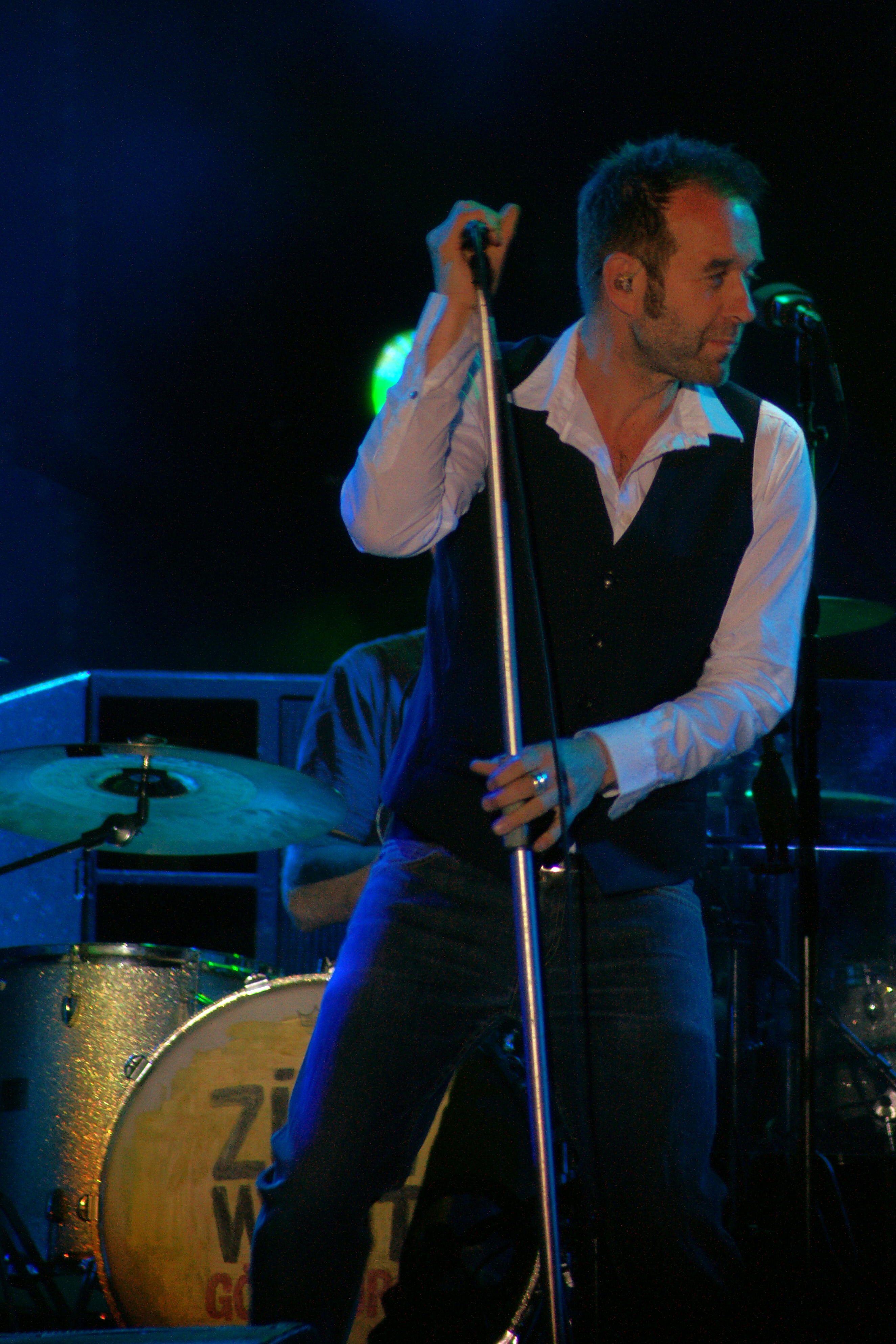
Kuno Lauener (2012)

Kuno Lauener (* 17. März 1961 in Aarberg; heimatberechtigt in Lauterbrunnen) ist der Frontmann, Sänger und Songschreiber der Schweizer Band Züri West. 

## Leben
Kuno Lauener wuchs in Spiegel bei Bern auf, wo er die Primar- und die Sekundarschule besuchte. Später machte er eine kaufmännische Ausbildung in Bern. 1984 war Lauener Gründungsmitglied von Züri West, die Band veröffentlichte 1986 eine Maxi-Single und gab im Jahr darauf das erste Studioalbum heraus. Lauener ist Gesellschafter und Geschäftsführer der Weltrekords GmbH. 
Im März 2021, kurz vor seinem sechzigsten Geburtstag, machte Kuno Lauener seine Erkrankung an Multipler Sklerose öffentlich. 2024 verlieh ihm die Universität Bern die Ehrendoktorwürde. Geehrt wurde er «für sein poetisches Schaffen und seinen grossen Beitrag zum sprachlichen Kulturgut der Berner Mundart».

## Musik
Auswahl von Zusammenarbeit mit anderen Künstlern:
- «Zügle» auf Ohrewürm[6][7]
- «Where the Wild Roses Grow» mit Michael von der Heide auf 2 pièces[6][8]
- «Your Luck Will Find You» mit Hank Shizzoe auf der gleichnamigen Single und dem Album Out And About[6][9]
- Swiss Jazz Orchestra & Kuno – I schänke dir mis Härz[10] und Mojito[11]
- Swiss Jazz Orchestra & alle Mundartisten – Stets i Truure[12]
- Kutti MC feat. Kuno Lauener – Johnny Holdon[13]
- Männer am Meer feat. Kuno Lauener – Rägetage

Ein Seitenprojekt von Kuno Launer bzw. Züri West ist sugarbabies.

## Buchveröffentlichung
- mit Samuel Mumenthaler: 40 Jahre Züri West. Zwei Bände. Bern, Wigra Sound Service 2024, ISBN 978-3-03739-389-5.
  - Band 1: Züri West. Bildband mit Fotografien und Text von Samuel Mumenthaler.
  - Band 2: Klauener. Songtexte, unveröffentlichte Zeichnungen und Collagen von Kuno Lauener.

## Filme
Kuno Lauener hat in folgenden Filmen mitgewirkt:
- Annina Furrer & Regula Begert: Züri West – am Blues vorus…, Roadmovie 35 mm, 92 min, 2002
- Mani Matter – Warum syt dir so truurig? Dokumentarfilm von Friedrich Kappeler, 92 min, 2002
- 113, Kurzfilm, 19 min, 2005[16][17]